# Genoplesium
Genoplesium là một chi thực vật có hoa trong họ Orchidaceae.